# Ambròsies
|  | Per a altres significats, vegeu «Ambrosia (desambiguació)». |

Les Ambròsies (en grec antic: Ἀμβρόσια) eren uns festivals que se celebraven a l'antiga Grècia en honor de Dionís. El nom sembla que derivava dels luxes de la taula i el beure (l'ambrosia era la beguda dels déus). Se celebrava una vegada cada any en una data concreta. Segons Joan Tzetzes i Hesíode el festival es feia el mes de Leneó, durant la verema.